# Simon Fendinge Olsen
Simon Fendinge Olsen (født 11. april 1998) er en dansk studerende, der siden marts 2021 har været landsformand for Liberal Alliances Ungdom. Han studerer International Business på CBS.
Ved Folkemødet 2022 vandt han Dansk Ungdoms Fællesråds og dagbladet Politikens arrangement DM i debat.